# 량징캉
량징캉(중국어: 梁靖康, 병음: Liáng Jìngkāng, 한자음: 양정강, 1994년 1월 4일 광둥성 잔장시 ~ )은 중국의 영화 배우이다. '캉캉'(康康)이라는 별칭으로 알려져 있다. 광저우 대학 화롼 소프트웨어 학원 출신이며 현재 소속사는 상해 비보 문화미디어 유한공사(上海飞宝文化传媒有限公司)이다.

## 방송 출연
1. 2017년 6월 13일 초차원 우상(超次元偶像)이라는 아이돌 육성 프로그램에 왕허디와 함께 나왔다.
2. 2016년 국사무쌍황비홍(国士无双黄飞鸿)이라는 드라마에서 '궁정'(宫廷)역으로 데뷔를 했다.
3. 유성화원에서 여자에게 친절하고 암기력이 뛰어난 암기 천재 소이정(冯美作, 펑메이쩌) 역을 맡아 큰 인기를 얻었다.
4. 2018년 칠월여안생(七月与安生)이라는 드라마에서 구월(九月)이라는 역할을 맡았고 선웨와 함께 찍었다. 극 중에서 선웨를 짝사랑하는 역할로 나온다.
5. 2020년 난난청다지교(暖暖，请多指教)이라는 드라마에서 한철(韩彻)이라는 역할을 맡았고 리카이신과 함께 찍었다.

## 영화
1. 2021년 여름날 우리(你的婚禮)